# Levanto
Levanto (localment en lígur: Lievanto) és un comune (municipi) de la província de La Spezia, a la regió italiana de la Ligúria, situat uns 90 km al sud-est de Gènova i uns 20 km al nord-oest de La Spezia.
El poble es troba a la costa, a la desembocadura d'una vall, entre turons amb oliveres i pins. Les crestes a banda i banda de la vall es van estendre cap al mar formant els caps Mesco i Levanto.
El municipi forma part del districte litoral conegut com la Comunità Montana della Riviera Spezzina, i part del seu territori està inclòs en el Parc Nacional de Cinque Terre.